# Power over Ethernet
Передача электроэнергии через Ethernet (Power over Ethernet (PoE)) — технология, позволяющая передавать удалённому устройству электрическую энергию вместе с данными через стандартную витую пару в сети Ethernet. Данная технология предназначается для IP-телефонии, точек доступа беспроводных сетей, IP-камер, сетевых концентраторов и других устройств, к которым нежелательно или невозможно проводить отдельный электрический кабель.
Технология PoE описана стандартами IEEE 802.3af-2003, IEEE 802.3at-2009 и IEEE 802.3bt-2018. Существует несколько вариантов этой технологии, предшествующих первому стандарту, но они мало распространены.

## Обзор стандартов PoE
Согласно стандарту IEEE 802.3af, в четырёхпарном кабеле питание подаётся через две пары проводников. Максимальная мощность достигает 15,4 Вт при постоянном токе до 400 мА и номинальном напряжении 48 В. Минимальное значение напряжения может составить 36 В, а максимальное 57 В.
Стандарт определяет 5 классов устройств, питаемых по технологии PoE, от нулевого до четвертого. Каждому классу соответствуют свои параметры мощности и тока. Наиболее распространён первый класс. Для него входной ток равен 120 мА, а мощность может варьироваться от 0,44 до 3,84 Вт. Четвёртый класс не используется и зарезервирован на будущее.
Стандарт IEEE 802.3at-2009, известный также как PoE+ или PoE plus, предусматривает подачу мощности до 25,5 Вт. Этот стандарт запрещает устройству-потребителю получать питание по всем четырём парам Ethernet-кабеля одновременно. Однако некоторые производители заявили о выпуске устройств, потребляющих питание по всем парам и таким образом получающих мощность до 60 Вт.
Стандарт IEEE 802.3bt-2018, третьего поколения PoE позволяют обеспечить электропитание мощностью до 71,3 ватта по одному кабелю. Для питания устройств с использованием технологий стандарта IEEE 802.3bt. задействованы все восемь проводников кабеля современной витой пары (кат. 5 и выше), в то время как для первых двух поколений можно обойтись только четырьмя.
Помимо использования двух свободных пар в сети 10/100Base-T, стандарт предусматривает использование фантомного питания для передачи электроэнергии. Подача питающего напряжения осуществляется как разность потенциалов между парами проводников (например, по методу B между парами 4—5 и 7—8). Более современные устройства поддерживают передачу электричества по сигнальным проводам, а именно — по 1, 2, 3, 6. Этот вариант существенно снижает затраты на кабеле и монтажных работах. Такая технология PoE часто встречается в сфере IP-видеонаблюдения и точках доступа. Стандарт определяет пары проводников для подачи питания и его полярность. Эта технология работает с существующей кабельной системой, включая кабели категории 5 без необходимости внесения каких-либо модификаций в существующую СКС.
| PINS on Switch | 10/100 DC on Spares (метод B) | 10/100 Mixed DC & Data (метод A) | 1000 (1 Гбит/с) DC & Bi-Data (метод B) | 1000 (1 Гбит/с) DC & Bi-Data (метод A) |
| -------------- | ----------------------------- | -------------------------------- | -------------------------------------- | -------------------------------------- |
| Pin 1          | Rx+                           | Rx+ DC+                          | TxRx A+                                | TxRx // A+ DC+                         |
| Pin 2          | Rx−                           | Rx− DC+                          | TxRx A−                                | TxRx // A− DC+                         |
| Pin 3          | Tx+                           | Tx+ DC−                          | TxRx B+                                | TxRx // B+ DC−                         |
| Pin 4          | DC+                           | не используется                  | TxRx // C+ DC+                         | TxRx C+                                |
| Pin 5          | DC+                           | не используется                  | TxRx // C− DC+                         | TxRx C−                                |
| Pin 6          | Tx−                           | Tx− DC-                          | TxRx B−                                | TxRx // B− DC−                         |
| Pin 7          | DC−                           | не используется                  | TxRx // D+ DC−                         | TxRx D+                                |
| Pin 8          | DC−                           | не используется                  | TxRx // D− DC−                         | TxRx D−                                |

В дальнейшем стандарт PoE+ 802.3at-2009 в 2018 году был расширен IEEE до 802.3bt-2018, или PoE++, позволяя подавать до 51 ватта мощности по типу 3 или до 71,3 ватта в варианте тип 4.
Стандарт IEEE 802.3bu-2016 описывает передачу электропитания по одной паре проводов — Power over Data Lines (PoDL) для Ethernet стандартов 100BASE-T1 и 1000BASE-T1 для применения в различных областях индустрии и автомобильной промышленности. При двух- или четырёхпарной передаче питания мощность передаётся только между парами, и питание отсутствует внутри каждой пары, таким образом разность потенциалов в каждой паре используется только для передачи данных. В случае одной пары — питание и данные передаются параллельно. Стандарт PoDL определяет 10 классов мощности оборудования, от 0,5 до 50 ватт.
В расширенном виде стандарт PoDL был добавлен в объединённый стандарт 802.3bz, включающий передачу питания в 10BASE-T1 и 10GBASE-T1, таким образом на 2021 год существует уже 15 классов мощности оборудования PoE.
Организация IEEE планирует собрать группу по разработке нового стандарта PoE, который позволит использовать все четыре пары кабеля Ethernet и, как минимум, удвоить предел мощности для питания устройств.

## Оборудование PoE и принцип работы
Технология PoE не оказывает влияния на качество передачи данных. Для её реализации используются свойства физического уровня Ethernet:
- с использованием высокочастотных трансформаторов на обоих концах линии с центральным отводом от обмоток. Постоянное напряжение питания подается на центральные отводы вторичных обмоток этих трансформаторов, и так же с центральных отводов снимается на приемной стороне. Использование центральных отводов сигнальных трансформаторов позволяет без взаимного влияния передавать питание по сигнальным парам, то есть передавать по одним и тем же проводникам и высокочастотные данные, и постоянное напряжение питания;
- использование свободных пар для подачи питания. Современные кабельные сети Ethernet, соответствующие стандарту 100BASE-TX, состоят из четырех пар, две из которых не задействованы.

Питающие устройства (инжекторы; англ. power sourcing equipment, сокр. PSE) отличаются по способу подключения питания, при этом питаемые устройства (сплиттеры; англ. powered device, сокр. PD) являются универсальными. Питаемые устройства должны проектироваться с возможностью приема питания в любом варианте, в том числе и при изменении полярности (например, когда используется перекрестный кабель).
Питающее устройство подает питание в кабель только в том случае, если подключаемое устройство является устройством питаемого типа. Таким образом, оборудование, не поддерживающее технологию PoE и случайно подключенное к питающему устройству, не будет выведено из строя. Процедура подачи и отключения питания на кабель состоит из нескольких этапов.

### Определение подключения
Этап определения подключения служит для определения, является ли подключенное на противоположном конце кабеля устройство питаемым (PD). На этом этапе питающее устройство (PSE) подает на кабель напряжение от 2,8 до 10 B и определяет параметры входного сопротивления подключаемого устройства. Для питаемого устройства это сопротивление составляет от 19 до 26,5 кОм с параллельно подключенным конденсатором ёмкостью от 0 до 150 нФ. Только после проверки соответствия параметров входного сопротивления для питаемого устройства питающее устройство переходит к следующему этапу, в противном случае питающее устройство повторно, через промежуток времени не менее 2 мс, пытается определить подключение.

### Классификация
После этапа определения подключения питающее устройство может дополнительно выполнять этап классификации, определяя диапазон мощностей, потребляемых питаемым устройством, чтобы затем управлять этой мощностью. Каждому питаемому устройству, в зависимости от заявленной потребляемой мощности, будет присвоен класс от 0 до 4. Минимальный диапазон мощностей имеет класс 0. Класс 4 зарезервирован стандартом для дальнейшего развития. Питающее устройство может снять напряжение с кабеля, если питаемое устройство стало потреблять мощность больше объявленной во время классификации. Классификация выполняется путём введения в кабель питающим устройством напряжения от 14,5 до 20,5 В и измерения тока в линии.
Токи классификации приведены в таблице:
| Класс | Максимальная мощность, потребляемая запитываемым устройством (PD), Вт | Токи классификации по стандартам IEEE 802.3af/at, измеряемые источником питания (PSE), мА |
| ----- | --------------------------------------------------------------------- | ----------------------------------------------------------------------------------------- |
| 0     | 0,44—12,95                                                            | 0—5                                                                                       |
| 1     | 0,44—3,84                                                             | 8—13                                                                                      |
| 2     | 3,84—6,49                                                             | 16—21                                                                                     |
| 3     | 6,49—12,95                                                            | 25—31                                                                                     |
| 4     | 12,95—25,5                                                            | 35—45                                                                                     |
| 5     | > 25,5                                                                |                                                                                           |

Классы потребления мощности питаемых устройств приведены в таблице:
| Класс | Вт на порт PoE | Вт на устройство |
| ----- | -------------- | ---------------- |
| 0     | 15,4           | от 0,44 до 12,95 |
| 1     | 4,5            | от 0,44 до 3,94  |
| 2     | 7              | от 3,84 до 6,49  |
| 3     | 15,4           | от 6,49 до 12,95 |
| 4     | 30             | от 12,95 до 25,5 |

### Подача полного напряжения
После прохождения этапов определения и классификации питающее устройство подает в кабель напряжение 48 В с фронтом нарастания не быстрее 400 мс. После подачи полного напряжения на питаемое устройство питающее устройство осуществляет контроль его работы двумя способами:
- если питаемое устройство в течение 400 мс будет потреблять ток меньше 5 мА, то питающее устройство снимает питание с кабеля;
- питающее устройство подает в кабель напряжение 1,9—5,0 В с частотой 500 Гц и вычисляет входное сопротивление; если это сопротивление будет больше 1980 кОм в течение 400 мс, питающее устройство снимает питание с кабеля.

Кроме того, питающее устройство непрерывно следит за током перегрузки. Если питаемое устройство будет потреблять ток более 400 мА в течение 75 мс, питающее устройство снимет питание с кабеля.

### Отключение
Когда питающее устройство определяет, что питаемое устройство отключено от кабеля или произошла перегрузка потребляемого тока питаемым устройством, происходит снятие напряжение с кабеля за время не менее 500 мс.

## Passive PoE
Альтернативное решение, называемое Passive PoE, в виде промежуточного комплекта адаптеров (инжектор и сплиттер), могут поддерживать только электрические характеристики соответствия стандарту 802.3af, но не протокольные. Passive PoE не совместим со стандартом IEEE 802.3af, тем не менее, его используют многие компании, и об этом необходимо помнить при подключении устройства посредством PoE, так как маркировка такого оборудования также содержит указание на совместимость с PoE (например, Planet POE-100, D-Link DWL-P200).
Схема инжектора Passive PoE:
| Входная розетка | Входная розетка | Выходная вилка | Выходная вилка |
| --------------- | --------------- | -------------- | -------------- |
| 1               | Tx+             | Tx+            | 1              |
| 2               | Tx−             | Tx−            | 2              |
| 3               | Rx+             | Rx+            | 3              |
| 4               | V+              | —              | 4              |
| 5               | V+              | —              | 5              |
| 6               | Rx−             | Rx−            | 6              |
| 7               | V−              | —              | 7              |
| 8               | V−              | —              | 8              |

## Особенности
Реализация схемотехники потребителя предусматривает два возможных варианта:
- с гальванической развязкой (импульсный трансформатор);
- с непосредственной связью (понижающий конвертер).

Использование второго типа допускается только в случае, если потребитель не имеет гальванически связанных интерфейсных разъёмов, таких, как антенный соединитель, и не имеет гальванической связи с корпусом или внешними металлическими частями устройства (или используется непроводящий корпус).
При использовании молниезащиты в системах с PoE следует учитывать совместимость защитных устройств с той или иной реализацией стандарта питания по Ethernet (в частности, дополнительная гальваническая развязка в грозозащитном устройстве естественным образом приводит к неработоспособности PoE, как и слишком низковольтные нелинейные элементы защиты).